# Savo Kostadinovski
Savo Kostadinovski (em macedônio/macedónio:  Саво Костадиновски; Gorno Botušje, 30 de maio de 1950) é um escritor e tradutor macedônio-alemão.

## Biografia
Savo Kostadinovski nasceu em Gorno Botušje, Município de Makedonski Brod, na atual Macedônia do Norte. Frequentou a escola primária em Gorno Botušje e Gostivar e continuou os seus estudos em Belgrado e Colónia. Vive na Alemanha desde 1971.
É autor de poemas para crianças e adultos, contos, ensaios, traduções e textos jornalísticos. Suas obras estão incluídas em antologias e livros escolares na Macedônia do Norte. Estão a ser publicados nas línguas alemã, macedônia, sérvia e romena. Ele ganhou o Prêmio "Iselenička Gramota" nas Festival de Poesia de Struga de 1993.
É membro da Associação de escritores Macedónios, da Associação de escritores alemães, da Associação de tradutores literários da Macedónia e da Associação de jornalistas Macedónios.
Em 2024, Savo Kostadinovski foi incluído na Enciclopédia da Diáspora Nacional, editada pelo cronista Ivan Kalauzović Ivanus.